# 車勝元
車勝元（韓語：차승원，1970年6月7日—），韓國男演員、模特兒。

## 經歷
1988年，車勝元以模特兒之姿進入演藝圈。1997年，透過情景喜劇《紐約故事》開始演員之路，其後出演多部戲劇，但均未能使他成名，直到2000年詮釋電影《烈火焚城》中的一名縱火犯，車勝元才得到人們的關注，更在之後金相辰導演的電影《新羅月夜》中奠定一線演員的地位。
2005年，車勝元拋開先前的喜劇角色形象，出演恐怖片《血雨》，此片在商業上的成功奠基車勝元的國民知名度，之後他在張鎮執導電影《緝兇48小時》中展現其身為演員可展示的多變樣貌。2006年，車勝元主演描述脫北者的電影《國境的南邊》；2007年，他再度與導演張鎮合作電影《兒子》，當時已成為人父的他，在訪問中提及這些經驗有助於他融入角色情緒中，之後分別於2008年出演電影《有仇必報》及2009年的驚悚電影《迷情密碼》。
他於2009年重返小螢幕，出演韓國熱門編劇金銀淑執筆的戲劇《市政廳》。2010年他繁忙於拍攝之中，除了主演導演李濬益的電影《出雲之月》以及描述韓戰的電影《走進炮火中》以外，亦出演電視劇《雅典娜：戰爭女神》。2011年，出演浪漫喜劇《最佳愛情》，於劇中詮釋超級巨星獨孤振一角，為他贏得許多獎項。
2012年，他與韓國演員金應洙及日本演員草彅剛、廣末涼子及香川照之合作舞台劇《給我火之戰車》，本劇以1990年代的首爾為故事背景，描述來自不同國家的人們一同為藝術奮鬥故事。
他與YG娛樂於2014年簽訂經紀合約，同年在與導演張鎮三度合作電影《高跟神探》中，他於劇中主演男扮女裝的偵探，顛覆他一直以來的男子氣概形象。

## 家庭
車勝元於1992年與李淑珍結婚，繼子車魯爾生於1989年，女兒車耶妮（韓語：차예니）則於2003年出生。
2013年3月，繼子車魯爾因被查出服用大麻，遭從職業電子競賽選手中除名。同年8月，車魯爾因涉嫌性侵女高中生被起訴，車勝元於個人社群網站me2day上表示，無論此事是否屬實，作為父親卻放任兒子引起爭議深感自責。同年12月，因此案找不到關鍵證據且提告者撤告，以無罪結案。
2014年，一名自稱是車魯爾生父的男子向車勝元提出訴訟，該男子聲稱車魯爾為他與車勝元妻子親生兒子，然而車勝元佯裝自己是車魯爾生父的樣子，使他名譽受損，要求賠償名譽損失1億韓圜，之後經紀公司YG娛樂發表聲明，表示車勝元在結婚時，便認為其妻與前夫所生的車魯爾成為家庭的一部份，是「心」所生的孩子，不後悔當初所做的決定。同年10月7日，男子取消訴訟，事件結束。

## 演出作品

### 電視劇
| 年份   | 電視台       | 劇名                 | 角色                  |
| ------ | ------------ | -------------------- | --------------------- |
| 1997年 | SBS          | 《紐約故事》         |                       |
| 1998年 | SBS          | 《風之歌》           | 李智勳                |
| 1998年 | MBC          | 《赤腳奔馳》         |                       |
| 1998年 | MBC          | 《害羞的戀人》       | 任成範                |
| 1998年 | KBS          | 《天使之吻》         | 張泰朱                |
| 1999年 | MBC          | 《女人對女人》       |                       |
| 1999年 | MBC          | 《玫瑰和黃豆芽》     | 崔奎達                |
| 1999年 | SBS          | 《女人置上》         | 昇日                  |
| 1999年 | SBS          | 《愛情故事》         | 客串第二篇〈Message〉 |
| 2003年 | KBS          | 《保鑣》             | 洪慶卓                |
| 2009年 | SBS          | 《City Hall》        | 趙國                  |
| 2010年 | SBS          | 《雅典娜：戰爭女神》 | 孫赫                  |
| 2011年 | MBC          | 《最佳愛情》         | 獨孤真                |
| 2014年 | SBS          | 《你們被包圍了》     | 徐判錫                |
| 2015年 | MBC          | 《華政》             | 光海君                |
| 2017年 | tvN          | 《花遊記》           | 牛魔王 / 牛輝         |
| 2021年 | Coupang Play | 《某一天》           | 申忠漢                |
| 2022年 | tvN          | 《我們的藍調時光》   | 崔漢修                |
| 2024年 | Disney+      | 《暴君》             | 林上                  |
| 2025年 | Netflix      | 《無赦之仇》         | 金先生                |
| 待公布 | Netflix      | 《慢慢地，強烈地》   |                       |
| 待公布 | 待公布       | 《豬窩》             |                       |

### 電影
| 年份   | 片名                      | 角色                    |
| ------ | ------------------------- | ----------------------- |
| 1997年 | 《漢城假期》              | 扒手                    |
| 1998年 | 《我的明星女友》          | 邊志旻                  |
| 1999年 | 《靈異生死戀》            | 羅漢秀                  |
| 1999年 | 《加油站襲擊事件》        | 暴走青年（特別出演）    |
| 1999年 | 《世紀末》                | 尚宇                    |
| 2000年 | 《身魂旅行》              | 金俊浩                  |
| 2000年 | 《災情告急》              | 呂熙秀                  |
| 2001年 | 《新羅月夜》              | 崔基東                  |
| 2002年 | 《浪子發跡》              | 楊哲昆                  |
| 2002年 | 《逃回監獄》              | 飾演 崔武錫             |
| 2003年 | 《Project X》（音樂電影） |                         |
| 2003年 | 《老師你好》              | 金奉斗                  |
| 2004年 | 《浪漫鬼屋》              | 明碁                    |
| 2004年 | 《女老師 VS 女學生》      | 金奉斗（友情出演）      |
| 2005年 | 《血雨》                  | 李元圭                  |
| 2005年 | 《緝兇48小時》            | 崔延基                  |
| 2006年 | 《國境的南邊》            | 金善浩                  |
| 2007年 | 《郡守與里長》            | 趙春三                  |
| 2007年 | 《兒子》                  | 強植                    |
| 2008年 | 《有仇必報》              | 安賢民                  |
| 2009年 | 《迷情密碼》              | 金成烈                  |
| 2010年 | 《出雲之月》              | 李夢鶴                  |
| 2010年 | 《走進炮火中》            | 朴武郎                  |
| 2011年 | 《雅典娜：The Movie》     | 孫赫                    |
| 2012年 | 《阿諛之王》              | 車勝元                  |
| 2014年 | 《高跟神探》              | 尹志旭                  |
| 2016年 | 《古山子，大東輿地圖》    | 金正浩                  |
| 2018年 | 《信徒》                  | 布萊恩Brian（特別出演） |
| 2019年 | 《加油，李先生》          | 李哲秀                  |
| 2020年 | 《暗夜天堂》              | 馬尚吉                  |
| 2021年 | 《天坑》                  | 鄭萬壽                  |
| 2023年 | 《信徒2》                 | 布莱恩                  |
| 2024年 | 《战，乱》                | 宣祖                    |
| 待公布 | 《刀，高豆幕汗之劍》      |                         |

### 配音
- 2015年：《小小兵》（旁白）

### 舞台劇
- 2013年：《給我火之戰車》

### MV
- 1998年：金章勳〈即使這世界欺騙了你〉
- 1998年：嚴正化〈Poison〉
- 2000年：金章勳〈我是男人〉
- 2002年：4U〈In My Heart〉
- 2003年：Position〈Desperado〉
- 2008年：金章勳〈驟雨〉
- 2011年：T-ara〈Cry Cry（英语：Black Eyes (EP)）〉
- 2012年：T-ara〈Lovey Dovey（英语：Lovey Dovey）〉
- 2012年：T-ara & Davichi〈We Were In Love〉
- 2012年：朴正炫〈對不起〉
- 2017年 : Wanna One 〈Beautiful〉前傳
- 2025年：Jisoo 〈earthquake〉

## 綜藝節目

### 固定綜藝
| 日期                         | 頻道 | 節目名稱                        | 合演成員               | 嘉賓                           | 備註                              |
| 2015年1月23日-2015年3月20日  | tvN  | 《一日三餐》漁村篇 第1季 晚材島 | 柳海真、孫浩俊         | 孫浩俊、鄭宇、秋成勳           | 孫浩俊第5集起從嘉賓轉為成員       |
| 2015年10月9日-2015年12月11日 | tvN  | 《一日三餐》漁村篇 第2季 晚材島 | 柳海真、孫浩俊         | 朴炯植（ZE:A）、李陣郁、尹啟相 | 第1-3集由朴炯植（ZE:A）代班孫浩俊 |
| 2016年7月1日-2016年9月16日   | tvN  | 《一日三餐》農村篇 第3季 高敞篇 | 柳海真、孫浩俊、南柱赫 | 無嘉賓                         | -                                 |
| 2019年3月15日-2019年5月17日  | tvN  | 《西班牙寄宿》                  | 柳海真、裴正南         | 無嘉賓                         | -                                 |
| 2020年5月1日-2020年7月10日   | tvN  | 《一日三餐》漁村篇 第5季 竹窟島 | 柳海真、孫浩俊         | 孔曉振、李光洙 、李瑞鎮        | -                                 |

## 見面會
| 年份   | 名稱                                                       | 舉行地點                 | 備註 |
| ------ | ---------------------------------------------------------- | ------------------------ | ---- |
| 2010年 | 2010車勝元CHA SEUNG WON First Overseas Taiwan Fan Meeting  | 台北國際會議中心         |      |
| 2011年 | 2011 CHA SEUNG WON FAN METTING IN TAIWAN                   | 台北國際會議中心         |      |
| 2014年 | 車勝元2014台北粉絲見面會                                   | 台大體育館一樓多功能球場 |      |
| 2018年 | 車勝元台北見面會－2018 Cha Seung Won Fan Meeting in Taipei | 台北國際會議中心         |      |

## 獎項
| 年份   | 頒獎典禮                           | 獎項                           | 提名作品、項目       | 結果 |
| ------ | ---------------------------------- | ------------------------------ | -------------------- | ---- |
| 1995年 | 韓國流行攝影記者協會               | 今年模特獎                     | 車勝元               | 獲獎 |
| 1995年 | 韓國模特協會                       | 今年模特獎                     | 車勝元               | 獲獎 |
| 1995年 | 第12屆「最講究穿衣服的人」         | 模特獎                         | 車勝元               | 獲獎 |
| 1996年 | 韓國流行協會                       | 年度男模特獎                   | 車勝元               | 獲獎 |
| 1997年 | 模特中心'Adieu Fashion Festival'97 | 大賞（流行部門）               | 車勝元               | 獲獎 |
| 1999年 | 韓國最佳著裝天鵝獎                 | Best Dressed                   | 車勝元               | 獲獎 |
| 2000年 | 大鐘獎                             | 新人男演員獎                   | 《世紀末》           | 提名 |
| 2000年 | 青龍電影獎                         | 男助演獎                       | 《烈火焚城》         | 提名 |
| 2001年 | 大鐘獎                             | 男主角獎                       | 《烈火焚城》         | 提名 |
| 2001年 | 青龍電影獎                         | 男主角獎                       | 《新羅月夜》         | 提名 |
| 2002年 | 金攝影獎                           | 人氣賞                         | 《新羅月夜》         | 獲獎 |
| 2003年 | 百想藝術大賞                       | 男子最優秀演技賞               | 《逃回監獄》         | 獲獎 |
| 2003年 | 大鐘獎                             | 最佳男主角                     | 《老師您好》         | 提名 |
| 2003年 | 青龍電影獎                         | 最佳男主角                     | 《老師您好》         | 提名 |
| 2003年 | 画梅奖                             | 最佳男主角                     | 《終極保鑣》         | 獲獎 |
| 2003年 | KBS演技大賞                        | 人氣賞                         | 《終極保鑣》         | 獲獎 |
| 2003年 | KBS演技大賞                        | 男子最優秀演技賞               | 《終極保鑣》         | 獲獎 |
| 2003年 | 韓國觀光公社                       | 優秀模特獎                     | 車勝元               | 獲獎 |
| 2004年 | 百想藝術大賞                       | 男子最優秀演技賞（TV部門）     | 《終極保鑣》         | 提名 |
| 2006年 | 百想藝術大賞                       | 男子最優秀演技賞（電影部門）   | 《血 雨》            | 提名 |
| 2007年 | TVCF Awards                        | 2006最佳廣告模特獎             | 車勝元               | 獲獎 |
| 2007年 | 春史電影賞                         | 男子最優秀演技賞               | 《兒子》             | 獲獎 |
| 2007年 | 韓國時尚設計大賞                   | 年度時尚指標                   | 車勝元               | 獲獎 |
| 2008年 | 韓國紅玉獎                         | 藍寶石獎                       | 車勝元               | 獲獎 |
| 2009年 | SBS演技大賞                        | 十大明星賞                     | 《市政廳》           | 獲獎 |
| 2009年 | SBS演技大賞                        | 男子Drama Special優秀演技賞    | 《市政廳》           | 獲獎 |
| 2010年 | 亞洲模特盛典                       | 亞洲特別賞（電影部門）         | 車勝元               | 獲獎 |
| 2011年 | 香港有線電視獎                     | 最佳男演員                     | 《市政廳》           | 提名 |
| 2011年 | Mnet 20's Choice Awards            | HOT王字腹肌（Hot Body）        | 車勝元               | 獲獎 |
| 2011年 | Mnet 20's Choice Awards            | Hot電視劇男星                  | 《最佳愛情》         | 獲獎 |
| 2011年 | 亞洲時尚偶像獎                     | 年度最佳時尚偶像獎             | 車勝元               | 獲獎 |
| 2011年 | 韓國時尚生活獎                     | 年度最佳衣著獎                 | 車勝元               | 獲獎 |
| 2011年 | 韓國電視劇節                       | 男子最優秀演技賞               | 《最佳愛情》         | 提名 |
| 2011年 | 韓國放送大賞                       | 男子演員獎                     | 《最佳愛情》         | 獲獎 |
| 2011年 | 画梅奖                             | 男子演員獎                     | 《最佳愛情》         | 獲獎 |
| 2011年 | SBS演技大賞                        | 男子Drama Special優秀演技賞    | 《雅典娜：戰爭女神》 | 提名 |
| 2011年 | MBC演技大賞                        | 最佳CP賞                       | 《最佳愛情》與孔曉振 | 獲獎 |
| 2011年 | MBC演技大賞                        | 男子迷你劇最優秀演技賞         | 《最佳愛情》         | 獲獎 |
| 2012年 | 百想藝術大賞                       | 男子最優秀演技賞（TV部門）     | 《最佳愛情》         | 提名 |
| 2014年 | SBS演技大賞                        | 男子Drama Special優秀演技賞    | 《你們被包圍了》     | 提名 |
| 2015年 | 亞洲模特大賞                       | 亞洲之星                       | 車勝元               | 獲獎 |
| 2015年 | 韓國電視劇節                       | 演技大賞                       | 《華政》             | 提名 |
| 2015年 | 大田電視劇節                       | 男子最優秀演技賞（長篇電視劇） | 《華政》             | 提名 |

## 引用資料
1. ↑  . asiae. 2010-01-20  [2016-09-13]. （原始内容存档于2020-04-18） （英语）.
2. 1 2  . koreanfilm.   [2016-09-13]. （原始内容存档于2018-02-24） （英语）.
3. ↑  . 東亞日報. 2005-04-13  [2016-09-13]. （原始内容存档于2019-03-06） （英语）.
4. ↑  . Twitch Film. 2010-04-05  [2016-09-13]. （原始内容存档于2020-04-18） （英语）.
5. ↑  . 朝鮮日報.   [2016-09-13]. （原始内容存档于2018-02-08） （英语）.
6. ↑  . The Korea Herald. The Korea Herald. 2010-04-06  [2016-09-13]. （原始内容存档于2020-04-18） （英语）.
7. ↑  . Twitch Film.   [2016-09-13]. （原始内容存档于2020-04-18） （英语）.
8. ↑  . The Korea Herald. 2016-04-27  [2016-09-13]. （原始内容存档于2020-08-09） （英语）.
9. ↑  . 2006-04-27  [2016-09-13]. （原始内容存档于2019-01-23） （英语）.
10. ↑  . HanCinema. 2006-05-04  [2016-09-13]. （原始内容存档于2020-04-18） （英语）.
11. ↑  . The Korea Times. 2007-04-24  [2016-09-13]. （原始内容存档于2014-06-06） （英语）.
12. ↑  . The Korea Times. 2009-04-21  [2016-09-13]. （原始内容存档于2012-08-14） （英语）.
13. ↑  . 10Asia. 2010-04-27  [2016-09-13]. （原始内容存档于2020-04-18） （英语）.
14. ↑  . 10Asia. 2010-04-27  [2016-09-13]. （原始内容存档于2020-04-18） （英语）.
15. ↑  . 10Asia. 2010-11-11  [2016-09-13]. （原始内容存档于2020-04-18） （英语）.
16. ↑  . The Korea Time. 2010-05-11  [2016-09-13]. （原始内容存档于2014-07-14） （英语）.
17. ↑  . KBS Global. 2010-09-01  [2016-09-13]. （原始内容存档于2020-04-18） （英语）.
18. ↑  . The Korea Time. 2011-05-03  [2016-09-13]. （原始内容存档于2012-10-03） （英语）.
19. ↑  . 世界戲劇之窗.   [2016-09-13] （中文（简体））.[永久]
20. ↑  . The Korea Time. 2014-01-20  [2016-09-13]. （原始内容存档于2020-04-18） （英语）.
21. ↑  . The Korea Herald. 2014-05-29  [2016-09-13]. （原始内容存档于2020-04-18） （英语）.
22. ↑  . bnt news. 2013-08-05  [2016-09-13]. （原始内容存档于2020-04-18） （中文（简体））.
23. ↑  . 蘋果新聞. 2013-12-31  [2016-09-13]. （原始内容存档于2017-08-18） （中文）.
24. ↑  . 韓星網. 2014-10-06  [2016-09-13]. （原始内容存档于2020-04-18） （中文）.
25. ↑  . 韓星網. 2014-10-06  [2016-09-13]. （原始内容存档于2020-04-18） （中文）.
26. ↑  . 韓星網. 2014-10-08  [2016-09-13]. （原始内容存档于2020-04-18） （中文）.
27. ↑  . Star News. 2011-12-09  [2024-02-27]. （原始内容存档于2024-02-27） （韩语）.
28. ↑  . MK스포츠. 2012-04-26  [2024-01-13]. （原始内容存档于2024-01-13） （韩语）.

## 外部連結
- 車勝元的Instagram帳戶
- 官方網站 （页面存档备份，存于）
- 車勝元的me2day頁面
- 車勝元 （页面存档备份，存于）在Daum上的頁面
- 車勝元在HanCinema的頁面（英文）
- 車勝元在互联网电影资料库（IMDb）上的資料（英文）
- 車勝元在韩国电影数据库（KMDb）上的資料（韓語）
- 車勝元-BLOG （页面存档备份，存于）
- NAVER